# Schachtansatzpunkt
Der Schachtansatzpunkt ist ein Begriff aus dem Bergbau. Er bezeichnet den Punkt zum Abteufen des Schachts an der Tagesoberfläche. Für die richtige Auswahl des Schachtansatzpunktes werden unterschiedliche Aspekte gegeneinander abgewogen, die Lage des Schachtansatzpunktes wird erst nach einer genauen Planung bestimmt.

## Auswahlaspekte
Für die Auswahl des Schachtansatzpunktes sind im Prinzip mehrere Hauptaspekte ausschlaggebend, allerdings bestimmen in der Regel die bergtechnischen Aspekte den Schachtansatzpunkt. Unter anderem müssen bei der Planung die Verhältnisse unter Tage, die Verhältnisse über Tage und das Deckgebirge berücksichtigt werden. Ein weiterer Aspekte für die Wahl des Schachtansatzpunktes ist die Größe des Grubenfeldes.

### Verhältnisse unter Tage
Bei den Verhältnissen unter Tage werden zunächst die Menge, der Wert und die Verteilung der Lagerstätte berücksichtigt, außerdem das Streichen und Einfallen der Lagerstätte. Dabei werden reichhaltige Lagerstättenteile des Grubenfeldes mehr berücksichtigt als ärmere. Bei steiler Lagerung ist die Lage des Schachtes mehr an den Verlauf der Lagerstätte gebunden als bei flacher Lagerung. Der Zuschnitt der Lagerstätte spielt eine wichtige Rolle, insbesondere die Länge der Fahrungs- und Förderwege. Die Lage des Schachtansatzpunktes wird nach Möglichkeit so gewählt, dass die Förderwege zum Schacht möglichst kurz sind. Die Lage eventuell vorhandener tektonischer Störungen wird ebenso berücksichtigt wie die Wahl der Wetterführung. Letztendlich spielt auch die Größe des Schachtsicherheitspfeilers eine wichtige Rolle: Schächte, die im Liegenden der Lagerstätte stehen, benötigen geringere Sicherheitspfeiler als Schächte im Hangenden. Dies liegt daran, dass die Lagerstätten den Schacht in geringeren Teufen schneiden. Außerdem sind bei Schächten, die im Hangenden der Lagerstätte stehen, an den Abbaugrenzen steilere Bruchwinkel vorhanden.

### Verhältnisse über Tage
Für die Verhältnisse über Tage ist die Lage der Verkehrswege von besonderer Bedeutung. Das Vorhandensein von Kanälen, Eisenbahnen oder Fahrstraßen bietet die Möglichkeit eines kostengünstigen und unproblematischen Abtransports des Produktes. Dies gilt insbesondere dann, wenn der geförderte Rohstoff in großen Mengen abtransportiert werden muss oder wenn er keine hohen Erlöse bringt (Kohle bringt z. B. weniger ein als Diamanten). Außerdem ist bei der Planung die Lage der nächsten Wohnbebauung zu berücksichtigen. Nach Möglichkeit wird ein größeres Grundstück käuflich erworben, sodass ein großer Abstand zur nächsten Wohnbebauung entsteht. Aus Kostengründen wird nach Möglichkeit ein Grundstück erworben, das verhältnismäßig niedrig im Quadratmeterpreis ist. Dies ist bei Grundstücken der Fall, die weiter von einer vorhandenen oder geplanten Bebauung entfernt liegen. Ein nicht außer Acht zu lassender Aspekt ist die Gefahr von Wasserzufluss. Schon bei der Planung des Schachtansatzpunktes wird der Schutz gegen Wassereinbrüche von Oberflächengewässer mit berücksichtigt, falls erforderlich wird bei der späteren Umsetzung der Schacht auf einer geringen Bodenerhebung angesetzt. Aus diesem Grund wird der Schachtansatzpunkt auch nicht in einer Talsohle geplant, auch wenn dort keine Oberflächengewässer vorhanden sind. Ebenfalls zu berücksichtigen bei der Wahl des Schachtansatzpunktes ist der Schutz der Umwelt gegen Einwirkungen des Bergbaubetriebs.

### Deckgebirge
Die Mächtigkeit und Beschaffenheit eines über der Lagerstätte vorhandenen Deckgebirges ist für die Wahl des Schachtansatzpunktes ebenfalls von Bedeutung. So kann ein brächiges oder weiches und stark wasserführendes Deckgebirge das Abteufen des Schachtes deutlich erschweren. Auch wird hierbei der erforderliche Schachtausbau unter Umständen teurer werden als bei besserem Deckgebirge. Bei der Planung wird dieser Aspekt besonders berücksichtigt und der Schacht nach Möglichkeit dorthin gesetzt, wo das ungünstige Deckgebirge nur in geringerer Mächtigkeit vorhanden ist. Um hier eine genaue Auswahl für den Schachtansatzpunkt zu treffen, werden oftmals mehrere Tiefbohrungen im Vorfeld getätigt.

## Auswahl
Unter Berücksichtigung der einzelnen Auswahlaspekte wird der Schachtansatzpunkt unter Beachtung der jeweiligen Betriebsaufgaben festgelegt. Unter Berücksichtigung der Lagerstättenverhältnisse wird der Schachtansatzpunkt für den ersten Schacht möglichst in die Mitte des jeweiligen Grubenfeldes gelegt. Die Anzahl und Lage der weiteren Schächte ist von der Größe des Grubenfeldes abhängig. Kleinere Grubenfelder werden in bis zu drei Schachtfelder unterteilt und können somit durch drei Förderschächte gelöst werden. Da diese Art Schächte mit eigenen Tagesanlagen zu versehen und jeweils als Förderschächte auszubauen sehr kostspielig ist, geht man häufig einen anderen Weg und baut die Standorte gleich zu Doppelschachtanlagen aus. An den Rand des Grubenfeldes werden dann zusätzliche Wetterschächte angesetzt. Bei einem Anschlussbergwerk wird ein Schacht für die Seilfahrt, die Förderung und die Bewetterung, meist am Rand des Anschlussfeldes angesetzt.